# Temporada 2012-2013 del FC Barcelona (femení)
La temporada 2012-13 és la 25a en la història del Futbol Club Barcelona, i la 16a temporada del club en la màxima categoria del futbol espanyol.

## Desenvolupament de la temporada
Les jugadores es proclamen campiones de lliga per segona vegada consecutiva, també es proclamen guanyadores de la Copa de la Reina assolint el doblet i s'arriba als setzens de final de la Lliga de Campions en la primera vegada que l'equip competeix en la competició europea. La Copa Catalunya es guanya per quart cop, totes consecutives.

## Jugadores i cos tècnic

### Plantilla 2012-13
La plantilla i el cos tècnic del primer equip per a l'actual temporada són els següents:
| N. | Pos. | Nac. | Jugador               |
| -- | ---- | --- | --------------------- |
| —  | POR  | [[Fitxer:Flag of Catalonia.svg\|23x15px\|border \|alt=Catalunya\|link=Selecció de futbol de Catalunya\|{{#if:\|]]                        | Laura Ràfols          |
| —  | POR  | [[Fitxer:Flag of Catalonia.svg\|23x15px\|border \|alt=Catalunya\|link=Selecció de futbol de Catalunya\|{{#if:\|]]                        | Esther Sullastres     |
| —  | DEF  | [[Fitxer:Flag of the Balearic Islands.svg\|23x15px\|border \|alt=Illes Balears\|link=Selecció de futbol de les Illes Balears\|{{#if:\|]] | Melisa Nicolau        |
| —  | DEF  | [[Fitxer:Flag of Catalonia.svg\|23x15px\|border \|alt=Catalunya\|link=Selecció de futbol de Catalunya\|{{#if:\|]]                        | Ana María Escribano   |
| —  | DEF  | [[Fitxer:Flag of the Basque Country.svg\|23x15px\|border \|alt=País Basc\|link=Selecció de futbol del País Basc\|{{#if:\|]]              | Laura Gómez           |
| —  | DEF  | [[Fitxer:Flag of the Balearic Islands.svg\|23x15px\|border \|alt=Illes Balears\|link=Selecció de futbol de les Illes Balears\|{{#if:\|]] | Virginia Torrecilla   |
| —  | DEF  | [[Fitxer:Flag of Mexico.svg\|23x15px\|border \|alt=Mèxic\|link=Selecció de futbol de Mèxic\|{{#if:\|]]                                   | Kenti Robles          |
| —  | DEF  | [[Fitxer:Flag of Spain.svg\|23x15px\|border \|alt=Espanya\|link=Selecció de futbol d'Espanya\|{{#if:\|]]                                 | Marta Unzué           |
| —  | DEF  | [[Fitxer:Flag of Spain.svg\|23x15px\|border \|alt=Espanya\|link=Selecció de futbol d'Espanya\|{{#if:\|]]                                 | Melanie Serrano       |
| —  | DEF  | [[Fitxer:Flag of Catalonia.svg\|23x15px\|border \|alt=Catalunya\|link=Selecció de futbol de Catalunya\|{{#if:\|]]                        | Leila Ouahabi         |
| —  | MIG  | [[Fitxer:Flag of Catalonia.svg\|23x15px\|border \|alt=Catalunya\|link=Selecció de futbol de Catalunya\|{{#if:\|]]                        | Miriam Diéguez de Oña |

| N. | Pos. | Nac. | Jugador            |
| -- | ---- | --- | ------------------ |
| —  | MIG  | [[Fitxer:Flag of Catalonia.svg\|23x15px\|border \|alt=Catalunya\|link=Selecció de futbol de Catalunya\|{{#if:\|]]                              | Vicky Losada       |
| —  | MIG  | [[Fitxer:Flag of Catalonia.svg\|23x15px\|border \|alt=Catalunya\|link=Selecció de futbol de Catalunya\|{{#if:\|]]                              | Alba Aznar         |
| —  | MIG  | [[Fitxer:Flag of the Valencian Community (2x3).svg\|23x15px\|border \|alt=País Valencià\|link=Selecció de futbol del País Valencià\|{{#if:\|]] | Gemma Gili         |
| —  | MIG  | [[Fitxer:Flag of Catalonia.svg\|23x15px\|border \|alt=Catalunya\|link=Selecció de futbol de Catalunya\|{{#if:\|]]                              | Zaíra Flores       |
| —  | MIG  | [[Fitxer:Flag of Catalonia.svg\|23x15px\|border \|alt=Catalunya\|link=Selecció de futbol de Catalunya\|{{#if:\|]]                              | Carol Férez        |
| —  | MIG  | [[Fitxer:Flag of Catalonia.svg\|23x15px\|border \|alt=Catalunya\|link=Selecció de futbol de Catalunya\|{{#if:\|]]                              | Laura Gutiérrez    |
| —  | DAV  | [[Fitxer:Flag of Spain.svg\|23x15px\|border \|alt=Espanya\|link=Selecció de futbol d'Espanya\|{{#if:\|]]                                       | Sonia Bermúdez     |
| —  | DAV  | [[Fitxer:Flag of Catalonia.svg\|23x15px\|border \|alt=Catalunya\|link=Selecció de futbol de Catalunya\|{{#if:\|]]                              | Olga García        |
| —  | DAV  | [[Fitxer:Flag of Catalonia.svg\|23x15px\|border \|alt=Catalunya\|link=Selecció de futbol de Catalunya\|{{#if:\|]]                              | Marta Corredera    |
| —  | DAV  | [[Fitxer:Flag of Catalonia.svg\|23x15px\|border \|alt=Catalunya\|link=Selecció de futbol de Catalunya\|{{#if:\|]]                              | Alexia Putellas    |
| —  | DAV  | [[Fitxer:Flag of Argentina.svg\|23x15px\|border \|alt=Argentina\|link=Selecció de futbol de l'Argentina\|{{#if:\|]]                            | Florencia Quiñones |

#### Altes
Esther Sullastres, Virginia Torrecilla, Gemma Gili, Zaíra Flores i Alexia Putellas

#### Baixes
Elixabete Sarasola i Montserrat Tomé

### Cos tècnic 2012-13
- Entrenador:  Xavi Llorens

## Partits
Victòria       Empat       Derrota

### Copa Catalunya
| Juny 2012       | Club de Futbol Lloret (femení) | 2-8 | FC Barcelona (femení) | Lloret de Mar, Catalunya |  |
| Quarts de final |                                |     |                       |                          |  |

| 24 d'agost de 2012 | FC Barcelona (femení) | 8-0 | Unió Esportiva L'Estartit (femení) | Manresa, Catalunya                    |  |
| Semifinals         | 1-0 (21′) Càrol Férez. 2-0 (44′) Sònia Bermudez. 3-0 (49′) Meli Nicolau. 4-0 (57′) Alba Aznar. 5-0 (67′) Càrol Férez. 6-0 (75′) Sònia Bermudez. 7-0 (79′) Olga Garcia. 8-0 (89′) Sònia Bermudez. |     |                                    | Municipal del Nou Congost Catalunya · |  |

| 26 d'agost de 2012 | FC Barcelona (femení) | 1-1 (8-7 als penals) | Reial Club Deportiu Espanyol de Barcelona | Manresa, Catalunya                                        |  |
| Final              | 1-1 Olga García 46'   |                      | 0-1 Mari Paz 4'                           | Municipal del Nou Congost Catalunya · Ana Zardaín López · |  |

### Lliga
| 2 de setembre de 2012 | RCD Espanyol (femení)          | 2-0 | FC Barcelona (femení) | Sant Adrià del Besòs, Catalunya                                    |  |
| Jornada 1             | 1-0 Débora 54', 2-0 Brenda 81' |     |                       | Ciutat Esportiva de Sant Adrià Catalunya · Israel Simón del Pino · |  |

| 9 de setembre de 2012 | FC Barcelona (femení) | 0-2 | Rayo Vallecano (femení)               | Sant Joan Despí, Catalunya                                            |  |
| Jornada 2             |                       |     | 0-1 Jenni 37', 0-2 Natalia Pablos 74' | Ciutat Esportiva Joan Gamper Catalunya · Víctor Manuel Sánchez Rico · |  |

| 23 de setembre de 2012 | Llanos de Olivenza | 0-3 | FC Barcelona (femení)                                     | Olivença, Extremadura                            |  |
| Jornada 3              |                    |     | 0-1 Marta Corredera 4', 0-2 Olga García 13', 0-3 Soni 77' | Ciudad Deportiva Extremadura · Olivera Vázquez · |  |

| 30 d'octubre de 2012 | FC Barcelona (femení)                                                                                         | 7-1 | Club Esportiu Sant Gabriel | Sant Joan Despí, Catalunya                                   |  |
| Jornada 4            | 1-0 Marta Corredera 21', 2-0 Soni 32', 3-1 Soni 35', 4-1 Soni 37', 5-1 Alexia 60', 6-1 Soni 80', 7-1 Guti 82' |     | 2-1 Carol 34'              | Ciutat Esportiva Joan Gamper Catalunya · Pere Barceló Roca · |  |

| 7 d'octubre de 2012 | Atlético de Madrid (femení) | 1-1 | FC Barcelona (femení) | Majadahonda, Comunitat de Madrid                            |  |
| Jornada 5           | 1-0 Marieta 52'             |     | 1-1 Soni 80'          | Cerro del Espino Comunitat de Madrid · Beatriz Gil Gozalo · |  |

| 14 d'octubre de 2012 | FC Barcelona (femení)                                                       | 4-0 | València Fèmines Club de Futbol | Sant Joan Despí, Catalunya                                        |  |
| Jornada 6            | 1-0 Alexia 26', 2-0 Marta Corredera 55', 3-0 Vicky Losada 85', 4-0 Soni 89' |     |                                 | Ciutat Esportiva Joan Gamper Catalunya · Daniel Navarro Jiménez · |  |

| 28 d'octubre de 2012 | Reial Societat (femení) | 0-3 | FC Barcelona (femení)                          | Zubieta, País Basc                                          |  |
| Jornada 7            |                         |     | 0-1 Torrecilla 5', 0-2 Carol 26', 0-3 Soni 83' | Instal·lacions de Zubieta País Basc · Azpilikueta Saldías · |  |

| 1 de novembre de 2012 | FC Barcelona (femení)                                          | 4-0 | Sporting Huelva | Sant Joan Despí, Catalunya                                |  |
| Jornada 8             | 1-0 Soni 20', 2-0 Soni 31', 3-0 Carol 60', 4-0 Olga García 75' |     |                 | Ciutat Esportiva Joan Gamper Catalunya · Arnau Llompart · |  |

| 4 de novembre de 2012 | FC Barcelona (femení)                                                                                    | 6-1 | Sociedad Deportiva Lagunak (femení) | Sant Joan Despí, Catalunya                                         |  |
| Jornada 9             | 1-0 Olga García 7', 2-0 Olga García 11', 3-1 Soni 38', 4-1 Alexia 66', 5-1 Olga García 71', 6-1 Alba 85' |     | 2-1 Isabel 21'                      | Ciutat Esportiva Joan Gamper Catalunya · Cristian López Carvallo · |  |

| 11 de novembre de 2012 | Zaragoza Club de Fútbol Femenino | 0-4 | FC Barcelona (femení)                                                            | Saragossa, Aragó                     |  |
| Jornada 10             |                                  |     | 0-1 Marta Corredera 24', 0-2 Olga García 48', 0-3 Olga García 54', 0-4 Carol 85' | Pedro Sancho Aragó · Miguel Blanco · |  |

| 18 de novembre de 2012 | FC Barcelona (femení)                                           | 4-0 | Levante las Planas | Sant Joan Despí, Catalunya                                       |  |
| Jornada 11             | 1-0 Alexia 17', 2-0 Soni 28', 3-0 Torrecilla 56', 4-0 Gemma 82' |     |                    | Ciutat Esportiva Joan Gamper Catalunya · David Congost Larrosa · |  |

| 25 de novembre de 2012 | Sevilla FC (femení) | 1-1 | FC Barcelona (femení) | Sevilla, Espanya                                                       |  |
| Jornada 12             | 1-1 Celia 70'       |     | 0-1 Soni 7'           | Ciudad Deportiva Cisneros Palacios Andalusia · Pedro Rojas Domínguez · |  |

| 2 de desembre de 2012 | FC Barcelona (femení)                                                        | 5-0 | UD Collerense | Sant Joan Despí, Catalunya                                          |  |
| Jornada 13            | 1-0 Soni 9', 2-0 Soni 40', 3-0 Vicky Losada 42', 4-0 Soni 66', 5-0 Carol 74' |     |               | Ciutat Esportiva Joan Gamper Catalunya · Juan Manuel Martón Varas · |  |

| 6 de desembre de 2012 | Llevant Unió Esportiva (femení) | 0-1 | FC Barcelona (femení) | València, Comunitat Valenciana                                            |  |
| Jornada 14            |                                 |     | 0-1 Alexia 51'        | Poliesportiu de Nazaret Comunitat Valenciana · Miguel Ángel Ruiz García · |  |

| 9 de desembre de 2012 | FC Barcelona (femení) | 0-0 | Athletic Club de Bilbao (femení) | Sant Joan Despí, Catalunya                                     |  |
| Jornada 15            |                       |     |                                  | Ciutat Esportiva Joan Gamper Catalunya · Francesc Pagán Baró · |  |

| 16 de desembre de 2012 | FC Barcelona (femení)   | 1-0 | Reial Club Deportiu Espanyol de Barcelona | Sant Joan Despí, Catalunya                                              |  |
| Jornada 16             | 1-0 Marta Corredera 88' |     |                                           | Ciutat Esportiva Joan Gamper Catalunya · José Emilio Sánchez Aparicio · |  |

| 13 de gener de 2013 | Rayo Vallecano (femení)        | 2-2 | FC Barcelona (femení)                 | Madrid, Comunitat de Madrid                                                       |  |
| Jornada 17          | 1-0 Saray 10', 2-2 Mascaró 81' |     | 1-1 Soni 41', 1-2 Marta Corredera 51' | Ciudad Deportiva Fundación Rayo Vallecano Comunitat de Madrid · Velasco Arribas · |  |

| 20 de gener de 2013 | FC Barcelona (femení)                                                    | 4-0 | Llanos de Olivenza | Sant Joan Despí, Catalunya                         |  |
| Jornada 18          | 1-0 Alexia 56', 2-0 Carol 70', 3-0 Olga García 84', 4-0 Vicky Losada 88' |     |                    | Ciutat Esportiva Joan Gamper Catalunya · Velasco · |  |

| 27 de gener de 2013 | Club Esportiu Sant Gabriel | 0-2 | FC Barcelona (femení)                | Sant Adrià de Besòs, Catalunya                        |  |
| Jornada 19          |                            |     | 0-1 Estella 75' (pp), 0-2 Alexia 82' | José Luis Ruiz Casado Catalunya · Ana Zardain López · |  |

| 3 de febrer de 2013 | FC Barcelona (femení)                         | 2-0 | Atlético de Madrid (femení) | Sant Joan Despí, Catalunya                                |  |
| Jornada 20          | 1-0 Marta Corredera 60', 2-0 Kenti Robles 90' |     |                             | Ciutat Esportiva Joan Gamper Catalunya · Oliver Castaño · |  |

| 17 de febrer de 2013 | València Fèmines Club de Futbol | 0-3 | FC Barcelona (femení)                                  | València, Comunitat Valenciana                       |  |
| Jornada 21           |                                 |     | 0-1 Marta Corredera 15', 0-2 Alexia 20', 0-3 Leila 85' | Beniferri Comunitat Valenciana · Óscar Ruiz García · |  |

| 24 de febrer de 2013 | FC Barcelona (femení)                                             | 4-0 | Reial Societat (femení) | Sant Joan Despí, Catalunya                                         |  |
| Jornada 22           | 1-0 Meli 43', 2-0 Gemma 52', 3-0 Alexia 64', 4-0 Kenti Robles 89' |     |                         | Ciutat Esportiva Joan Gamper Catalunya · Juan Rodríguez Pontoles · |  |

| 3 de març de 2013 | Sporting Club de Huelva | 0-5 | FC Barcelona (femení)                                                                 | Trigueros, Andalusia                     |  |
| Jornada 23        |                         |     | 0-1 Torrecilla 17', 0-2 Alexia 22', 0-3 Olga García 84', 0-4 Carol 86', 0-5 Carol 90' | El Morillo Andalusia · Santiago Blanco · |  |

| 10 de març de 2013 | Sociedad Deportiva Lagunak (femení) | 0-11 | FC Barcelona (femení) | Barañáin, Navarra                               |  |
| Jornada 24         |                                     |      | 0-1 Olga García 2', 0-2 Alexia 7', 0-3 Marta Corredera 15', 0-4 Vicky Losada 16', 0-5 Olga García 19', 0-6 Alexia 31', 0-7 Vicky Losada 39', 0-8 Olga García 41', 0-9 Carol 62', 0-10 Meli 75', 0-11 Carol 81' | Servicio Municipal Lagunak Navarra · Abaurrea · |  |

| 17 de març de 2013 | FC Barcelona (femení)                                                                          | 6-2 | Zaragoza Club de Fútbol Femenino | Sant Joan Despí, Catalunya                                |  |
| Jornada 25         | 1-0 Soni 1', 2-0 Olga García 10', 3-0 Unzué 11', 4-0 Soni 25', 5-1 Soni 44', 6-2 Lara 75' (pp) |     | 4-1 Sara 36', 5-2 Ana Borges 52' | Ciutat Esportiva Joan Gamper Catalunya · Calle Martínez · |  |

| 24 de març de 2013 | Levante las Planas | 0-1 | FC Barcelona (femení) | Sant Joan Despí, Catalunya                     |  |
| Jornada 26         |                    |     | 0-1 Olga García 55'   | Les Planes Catalunya · Óscar Sauleda Torrent · |  |

| 14 d'abril de 2013 | FC Barcelona (femení)                     | 2-0 | Sevilla FC (femení) | Sant Joan Despí, Catalunya                              |  |
| Jornada 27         | 1-0 Vicky Losada 43', 2-0 Suárez 50' (pp) |     |                     | Ciutat Esportiva Joan Gamper Catalunya · Robas Bondia · |  |

| 21 d'abril de 2013 | UD Collerense | 0-2 | FC Barcelona (femení)                      | Palma, Illes Balears                                                                      |  |
| Jornada 28         |               |     | 0-1 Míriam 10', 0-2 María Antonia 72' (pp) | Camp Municipal Coll d'en Rebassa Ca'n Caimari Illes Balears · Juan Antonio Lobón García · |  |

| 28 d'abril de 2013 | FC Barcelona (femení)   | 1-0 | Llevant Unió Esportiva (femení) | Sant Joan Despí, Catalunya                               |  |
| Jornada 29         | 1-0 Marta Corredera 40' |     |                                 | Ciutat Esportiva Joan Gamper Catalunya · García Fuster · |  |

| 5 de maig de 2013 | Athletic Club de Bilbao (femení) | 1-2 | FC Barcelona (femení)                        | Bilbao, País Basc                                        |  |
| Jornada 30        | 1-1 Eli Ibarra 45'               |     | 0-1 Melanie Serrano 3', 1-2 Kenti Robles 74' | Estadi de San Mamés (1913) País Basc · Martínez Santos · |  |

### Lliga de Campiones
| 26 de setembre de 2012      | FC Barcelona (femení) | 0-3 | Arsenal Women Football Club                     | Barcelona, Catalunya                |  |
| 19:00 CEST 1/16 final anada |                       |     | 0-1 Beattie 31', 0-2 Nobbs 55', 0-3 Chapman 67' | Mini Estadi · Christine Baitinger · |  |

| 4 d'octubre de 2012     | Arsenal Women Football Club                                            | 4-0 | FC Barcelona (femení) | Borehamwood, Regne Unit                     |  |
| 16:00 CEST 1/16 tornada | 1-0 Beattie 53', 2-0 Little 57', 3-0 Beattie 78', 4-0 Beattie 93' (p.) |     |                       | Meadow Park (Borehamwood) · Lilach Asulin · |  |

### Copa de la Reina
| 12 de maig de 2013 | Rayo Vallecano (femení) | 0-0   | FC Barcelona (femení) | Madrid, Comunitat de Madrid                                                     |  |
| 1/4 final anada    |                         | [ 4 ] |                       | Ciudad Deportiva Fundación Rayo Vallecano, Comunitat de Madrid · Sánchez Seco · |  |

| 19 de maig de 2013 | FC Barcelona (femení)                               | 2-0 | Rayo Vallecano (femení) | Sant Joan Despí, Catalunya                                   |  |
| 1/4 final tornada  | 1-0 Míriam 92', 2-0 Olga García 94' (a la pròrroga) |     |                         | Ciutat Esportiva Joan Gamper, Catalunya · Roger Sales Font · |  |

| 26 de maig de 2013 | Atlético de Madrid (femení) | 0-3 | FC Barcelona (femení)                         | Majadahonda, Comunitat de Madrid                             |  |
| Semifinals anada   |                             |     | 0-1 Soni 25', 0-2 Soni 62' (p.), 0-3 Soni 90' | Cerro del Espino, Comunitat de Madrid · Miguel Ángel Ortiz · |  |

| 9 de juny de 2013  | FC Barcelona (femení)                 | 2-1   | Atlético de Madrid (femení) | Sant Joan Despí, Catalunya                             |  |
| Semifinals tornada | 1-1 Soni 30', 2-1 Marta Corredera 90' | [ 5 ] | 0-1 Amanda 17'              | Ciutat Esportiva Joan Gamper, Catalunya · Pau García · |  |

| 16 de juny de 2013 | FC Barcelona (femení)                                                     | 4-0   | Zaragoza Club de Fútbol Femenino | Las Rozas de Madrid                                           |  |
| Final              | 1-0 Vicky Losada 26', 2-0 Soni 39', 3-0 Alexia 41', 4-0 Mariela 80' (pp.) | [ 6 ] |                                  | Ciudad del Fútbol, Comunitat de Madrid · Beatriz Gil Gozalo · |  |

### Torneig de Getxo
| 1 de juny de 2013 | Athletic Club de Bilbao (femení) | 1-0 | FC Barcelona (femení) | Getxo, País Basc                |  |
| Triangular        |                                  |     |                       | Municipal de Fadura País Basc · |  |

| 1 de juny de 2013 | Toulouse Football Club (femení) | 0-2 | FC Barcelona (femení) | Getxo, País Basc            |  |
| Triangular        |                                 |     |                       | Estadi de Bolue País Basc · |  |

| 2 de juny de 2013 | FC Barcelona (femení) | 1-0 | Athletic Club de Bilbao (femení) | Getxo, País Basc                |  |
| Final             |                       |     |                                  | Municipal de Fadura País Basc · |  |